# زمرة الدوال الهميومورفية
في مجال الرياضيات، لا سيما الطوبولوجيا، تكون زمرة الدوال الهميومورفية لمساحة طوبولوجية هي الزمرة التي تتألف من جميع الدوال الهميومورفية من المساحة إلى الزمرة نفسها مع استخدام تركيب الدوال في العمليات الرياضية الخاصة بالزمرة. وتُعتبر زمرة الدوال الهميومورفية في غاية الأهمية في ضوء نظرية المسافات الطوبولوجية، وتُعد بشكل عام أمثلة على زمرات التشكل الذاتي. وتعد زمرات الدوال الهميومورفية ثوابت طوبولوجية من حيث إن زمرات الدوال الهميومورفية لمسافات طوبولوجية هميومورفية هي تماثلية كزمرات.

## الخصائص والأمثلة
هناك عمل جماعي لزمرة الدوال الهميومورفية لمسافة ما يتم على هذه المسافة. وإذا كان هذا العمل متعديًا، فعندئذٍ يُقال على المسافة إنها متجانسة.

### الطوبولوجيا
كما هو الحال بالنسبة للمجموعات الأخرى من الخرائط بين المسافات الطوبولوجية، يمكن منح زمرة الدوال الهميومورفية طوبولوجيا، مثل الطوبولوجيا المدمجة المفتوحة (في حالة المسافات العادية المدمجة محليًا)، مما يجعلها ضمن الزمرة الطوبولوجية.
وفي إطار فئة المسافات الطوبولوجية ذات الدوال الهميومورفية، فإن الزمرات الشيئية تُعتبر زمرات هميومورفية تمامًا.

## زمرة ارتباط الصفوف
في الطوبولوجيا الهندسية تحديدًا، تُعتبر زمرة ناتج القسمة التي يتم الحصول عليها عن طريق التقسيم من خلال إيزوتوبي (متناظرات)، وهي تُسمى زمرة ارتباط الصفوف:
{\displaystyle {\rm {MCG}}(X)={\rm {Homeo}}(X)/{\rm {Homeo}}_{0}(X)}
ويمكن أيضًا تفسير زمرة ارتباط الصفوف على أنها زمرة دالة هوموتوبية تبلغ صفرًا، {\displaystyle {\rm {MCG}}(X)=\pi _{0}({\rm {Homeo}}(X))}.
وهذا يعطي متتالية دقيقة قصيرة:
{\displaystyle 1\rightarrow {\rm {Homeo}}_{0}(X)\rightarrow {\rm {Homeo}}(X)\rightarrow {\rm {MCG}}(X)\rightarrow 1.}
في بعض التطبيقات، لا سميا الأسطح، تتم دراسة زمرة الدوال الهميومورفية عبر هذه المتتالية الدقيقة القصيرة وعن طريق دراسة زمرة ارتباط الصفوف وزمرة الدوال الهميومورفية المتواضعة تناظريًا.